# Ermita de Santa Anna de Catí
L'Ermita de Santa Anna a Catí (Alt Maestrat, País Valencià) és un edifici religiós situat a mig quilòmetre del nucli principal del municipi, al camí a l'Avellà. Del segle xv, es considera l'ermita de major antiguitat de Catí.

## Edifici principal
L'edifici consta d'un sol cos amb tres arcs, de regulars dimensions, amb cor i altar major. Va ser director de l'obra Arnaldo Pedro, picapedrer de Forcall, qui va posar la primera pedra el 29 d'agost de 1441. En 1618 Pere del Sol fa la capella major i el 1708 Miquel Blasco adoba parets i fa el cor. L'exterior presenta una façana sòbria amb porta d'accés de mig punt amb grans dovelles. Té porxo davant amb sostre de fusta i bancada adossada. Es tracta d'una construcció essencialment de masoneria. Pel que fa a l'interior és d'una sola nau amb tres trams de regulars dimensions travessats per arcs gòtics apuntats que descansen sobre fortes pilastres. Un arc de mig punt comunica amb el presbiteri cobert amb volta de creueria, rematant el punt d'intersecció amb una petita clau. Conserva altar neoclàssic. El sostre és a doble vessant de fusta treballada. Sobre la porta d'entrada hi ha una rosassa. Les pintures murals del presbiteri són del segle xviii a força de grotescs.

## Voltants
L'ermita es troba a les afroes de Catí, al costat de la carretera que va a Morella. Devant de la façana de l'ermita hi ha uns pins de grans dimensions.